# Alexei Alexandrowitsch Alexandrow
Alexei Alexandrowitsch Alexandrow (* 1933) ist ein sowjetischer und russischer Wissenschaftler auf dem Gebiet der Thermodynamik.

## Leben
Alexandrow beendete 1950 das Schiffbau-College in Archangelsk. Im selben Jahr begann er ein Studium am  Moskauer Energetischen Institut. Nach seinem Abschluss blieb er dort als Lehrer am Lehrstuhl für Theoretische Grundlagen der Wärmetechnik tätig. 1985 erhielt er dort den Titel Professor.
In den 1970er Jahren wurde unter seiner Leitung am Institut ein Versuchsaufbau zur Messung von Schallgeschwindigkeiten bei Temperaturen bis 650 K und Drücken bis zu 100 MPa aufgebaut. Gleichungen für die thermophysikalischen Eigenschaften von Wasser und Wasserdampf wurden in großem Umfang aufgestellt.
Alexandrow ist Vorsitzender des Russischen Nationalkomitees für die Eigenschaften von Wasser und Wasserdampf. Seit 1992 ist er Ehrenmitglied der Internationalen Vereinigung für die Eigenschaften von Wasser und Wasserdampf (IAPWS).

## Auszeichnungen
2002 erhielt Alexandrow den Titel des Verdienten Wissenschaftlers der Russischen Föderation.